# Кішиноуе Камакічі
Кішиноуе Камакічі (яп. 岸上鎌吉) (1867—1929) — японський морський біолог.

## Біографія
Камакічі Кішиноуе народився 29 листопада 1867 у селі в провінції Оварі. У 1889 році він отримав науковий ступінь із зоології в Імператорському університеті Токіо. Через два рокийого прийняли на роботу в Міністерство сільського господарства і торгівлі на посаду інженера у департамент рибного господарства. Його основним видом діяльності було спостереження за управлінням рибними ресурсами. У 1908 році був призначений професором в Імператорському університеті Токіо. Потім приєднався до новоствореного відділу рибного господарства. Досліджував систематику та методи лову морських тварин . Став членом Імператорської академії наук .
У 1929 році він почав дослідження річкової фауни річки Янцзи у Китаї. Він помер 22 листопада 1929 року від хвороби в Ченду.

## Вшанування
На його честь названі:
- родина медуз Kishinouyeidae (типовий рід Kishinouyea зараз є синонімом Calvadosia).
- рід богомолів Kishinouyeum (синонім Phyllothelys).
- рід Kishinoella, який був запропонований для тунця Thunnus tonggol.
- вид ящірок Plestiodon kishinouyei.

## Публікації
- Contributions to the comparative study of the so-called scombroid fishes. (1923) Tokyo: Imperial University of Tokyo, — Journal of the College of Agriculture ; volume viii, no. 3 ii, p. 293-475
- Larval and juvenile tunas and skipjacks. (1919)
- A Study of the Mackerels, Cybiids, and Tunas. (1915) Special Scientific Report — Fisheries, no. 24.
- Prehistoric fishing in Japan. (1911) J. Coll. Agriculture, Imp. Univ. Tokyo, 2;328-382.
- Some Medusae of Japanese Waters. (1910)
- Some New Scyphomedusae of Japan. (1902)
- Note on the Eyes of Cardium Muticum Reeve. (1894)
- Note on the Coelomic Cavity of the Spider. (1894)
- On the Development of Limulus Longispina. (1893)
- On the Lasteral Eyes of the Spiders. (1893)
- On the Development of Araneina. (1891)[4]